# Natalie Talmadge
Natalie Talmadge (ur. 29 kwietnia 1896 w Nowym Jorku, zm. 19 czerwca 1969 w Santa Monica) – amerykańska aktorka filmowa.

## Wybrana filmografia
- 1916: Nietolerancja jako Ulubienica haremu/Tancerka
- 1917: Jego noc poślubna
- 1919: The Isle of Conquest jako Janis Harmon
- 1921: Passion Flower jako Milagros
- 1923: Rozkosze gościnności jako Virginia Canfield, córka Josepha Canfielda